# ファラリョン・デ・メディニラ島
座標: 北緯16度01分02秒 東経146度03分31秒 / 北緯16.01722度 東経146.05861度
ファラリョン・デ・メディニラ島（ファラリョン・デ・メディニラとう、英: Farallon de Medinilla）はマリアナ諸島の北から10番目の島である。サイパン島から72km北に位置する。サンゴ礁に囲まれた島であり、現在は無人島である。

## 地理

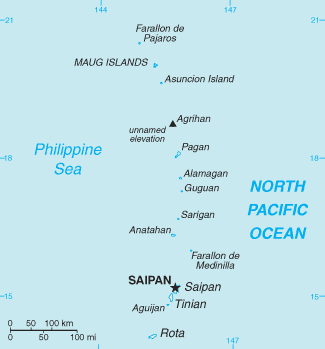
Farallon de Medinillaと書かれた島がファラリョン・デ・メディニラ島

マリアナ諸島に属し、北のファラリョン・デ・パハロス島（パハロス島）から10番目にある。島の内部は火山となっているが、最近は活発な動きを見せておらず、サンゴ礁が発達している。
面積は0.845km2（0.326平方マイル・208.9エーカー）である。縦横の長さは2.8kmで、南部には150mの最大幅があり、北部には520mの最大幅がある。最高の高さは81m。

## 歴史
1899年から1918年までは、ドイツの植民地となっており、島の名前は1812年から1822年までマリアナ諸島の知事を務めたスペイン人 Don Jose から名付けられた。
1920年から1944年の日本の委任統治領を経て、現在はアメリカ軍の沿岸警備隊が統治しており、実質アメリカの領土となっている。アメリカ海軍は島を艦載機の爆撃演習用に利用しており、衛星写真でもコンテナをX字に並べた標的を確認することができる。
2002年には地元の鳥類研究センターが「鳥類が住む自然を破壊する」として訴訟を起こした。訴訟の判決は渡り鳥条約に違反しているとしてアメリカ国防省が演習場の演習の中止を決定している。